# II Most Wanted
"II Most Wanted" é uma canção das cantoras norte-americanas Beyoncé e Miley Cyrus. Foi lançada em 12 de abril de 2024 pela Parkwood Entertainment e Columbia Records como terceiro single do oitavo álbum de estúdio de Beyoncé, Cowboy Carter. A canção interpola "Landslide" (1975), do Fleetwood Mac.
"II Most Wanted" é uma faixa country escrita por Beyoncé e Cyrus em colaboração com Ryan Tedder e Michael Pollack. A produção da canção ficou a cargo de Shawn Everett, Jonathan Rado e Pollack. A faixa recebeu aclamação da crítica, sendo destacada como uma das melhores do álbum, e conquistou o prêmio de Melhor Performance de Duo/Grupo Country no 67º Grammy Awards.
Comercialmente, "II Most Wanted" tornou-se a 23ª música de Beyoncé e a 13ª de Cyrus a alcançar o top dez da Billboard Hot 100. A canção também estreou em segundo lugar da Hot Country Songs, marcando o terceiro top dez de Beyoncé e o segundo de Cyrus na tabela.

## Antecedentes
"Quando Beyoncé me procurou sobre a música, pensei imediatamente nela, pois realmente encapsula nosso relacionamento. Eu disse a ela: 'Não precisamos nos forçar a ser country; nós já somos country. Sempre fomos.' Comentei ainda: 'Sabendo que você é do Texas e eu sou do Tennessee, tanto de nós estará presente nesta canção.'"

— Miley Cyrus para revista em 2024
Beyoncé e Cyrus já haviam colaborado anteriormente na canção "Just Stand Up!" (2008), como parte do supergrupo de caridade Artists Stand Up to Cancer. "II Most Wanted" foi escrita inicialmente por Cyrus por volta de 2020. A música foi posteriormente utilizada após Beyoncé contatar Cyrus sobre a colaboração.
Em 2022, antes do lançamento do sétimo álbum de estúdio de Beyoncé, Renaissance, um artigo da Variety, citando uma fonte anônima da indústria, mencionou a possibilidade de um álbum desconhecido contendo "faixas de dança e country... com contribuições do compositor de sucesso Ryan Tedder". Naquele momento, não estava claro se as canções country fariam parte de um álbum separado ou seriam incluídas no próximo projeto dela.
Em 28 de março de 2024, Beyoncé revelou a música e a colaboração como parte de seu álbum de estúdio Cowboy Carter. Após o lançamento, Miley Cyrus usou o Twitter para expressar sua admiração por Beyoncé, que cresceu ainda mais durante o processo de criação da canção em conjunto.

## Composição
O título "II Most Wanted" é uma referência ao status de ambas na indústria musical. A canção é descrita como um "dueto vibrante e lento", onde os dois cantores "misturam suas vozes distintas" enquanto trocam falas e harmonizam. Apresenta "execuções vocais simplistas" de Miley Cyrus e "fendas mais barulhentas" de Beyoncé, acompanhadas por uma mistura instrumental de "country de varanda" e "pop rock" no estilo de Fleetwood Mac. Produção adicional, violão e teclado foram fornecidos por Jonathan Rado da Foxygen, enquanto a guitarra elétrica foi tocada por Adam Granduciel da War on Drugs.
Embora Beyoncé tenha confirmado que todas as faixas de Cowboy Carter foram inspiradas em filmes, "II Most Wanted" também faz referência a uma amizade ou "um amor mais romântico". O encontro com o parceiro transformou suas vidas de maneira profunda, levando-as a se comprometerem "a estar lá uma para a outra". O conteúdo lírico está ligado ao tema de uma parceria de "cavalgar ou morrer", evocando filmes como Buck and the Preacher (1972), Thelma & Louise (1991) e Bonnie and Clyde (1967). Um motivo proeminente na faixa é o uso de "imagens de cowboy".

## Recepção da Crítica
A música recebeu ampla aclamação da crítica após seu lançamento, com muitos críticos elogiando a complementaridade de suas vozes. Brittany Spanos, da Rolling Stone, considerou "II Most Wanted" a melhor colaboração do álbum Cowboy Carter e um "destaque na carreira" para ambas as cantoras. Ela assemelhou as caracterização de Beyoncé e Miley Cyrus a Butch Cassidy e Sundance Kid, respectivamente, elogiando como suas vozes "se fundiram uma na outra em vez de lutar pelos holofotes". Além disso, a Rolling Stone classificou a música na posição 46º na lista das "As 70 melhores músicas de Beyoncé".
Kyle Denis, da Billboard, classificou "II Most Wanted" como a terceira melhor faixa do álbum, elogiando seus "tons esfumaçados" que "combinam lindamente". Ele percebeu a colaboração como se ambas as artistas estivessem no "ápice de seus poderes", fazendo com que cada escolha estilística fosse "um sucesso". Denis destacou que a música evoca “uma sensação de gravidade emocional”, o que a torna "muito mais arriscada".
Mary Siroky, do Consequence, definiu "II Most Wanted" como "uma das faixas mais diretas do álbum", descrevendo-a como "um pouco triste e nostálgica, reconhecendo a passagem constante do tempo e nossa incapacidade de pará-la". Essa abordagem emocional acrescenta profundidade à canção, ressoando com ouvintes que se conectam com os temas de mudança e reflexão.

## Prêmios ou indicações
| Ano  | Premiação               | Categoria                               | Resultado | Ref.   |
| ---- | ----------------------- | --------------------------------------- | --------- | ------ |
| 2024 | Prémios People's Choice | A canção crossover de 2024              | Indicado  | [ 17 ] |
| 2025 | Grammy Awards           | Melhor Performance de Duo/Grupo Country | Venceu    | [ 18 ] |

## Desempenho comercial
A canção estreou na décima posição na Billboard Global 200, marcando o terceiro top ten de Beyoncé na parada, após "Break My Soul" (2022) e "Texas Hold 'Em" (2024). Para Miley Cyrus, essa também foi sua terceira entrada no top ten, seguindo os sucessos "Flowers" e "Used to Be Young" (2023).
Nos Estados Unidos, "II Most Wanted" estreou na 6 posição da Billboard Hot 100, marcando o 23º top dez de Beyoncé e o 13º de Cyrus na parada. A canção também se tornou o decimo terceiro de Cowboy Carter, aparecendo simultaneamente com "Texas Hold 'Em" e "Jolene". Além disso, as três canções ocuparam as três primeiras posições na Hot Country Songs, com "II Most Wanted" em segundo lugar, tornando Beyoncé a primeira artista feminina a alcançar essa conquista.
"II Most Wanted" entrou na 9ª posição na parada de singles do Reino Unido em 5 de abril de 2024, se tornando uma das três músicas de Cowboy Carter a entrar no top dez naquela semana. Essas estreias do cover de "Jolene" de Beyoncé também aumentou a contagem de singles no top 10 do Reino Unido para 24 para Beyoncé e 9 para Miley Cyrus.